# Phasia metallica
Phasia metallica là một loài ruồi trong họ Tachinidae.